# Sportavia HLMS
Die Sportavia HLMS entstand als Studie eines Hochleistungsmotorseglers im Jahr 1969 bei Sportavia-Pützer durch Manfred Schliewa.

## Geschichte
Bei Sportavia-Pützer lief 1969 die Produktion des zweisitzigen Motorseglers Fournier RF 5 an. Alfons Pützer war sich der Defizite des auf den Reiseflug optimierten Motorseglers für Segelflieger bewusst. Er ließ bei Sportavia-Pützer daher bereits 1969 mehrere Studien zu alternativen Motorseglern  anfertigen, die den Segelflugbedürfnissen besser entsprachen.
Ein Entwurf von Manfred Schliewa von Oktober 1969 trug die Bezeichnung Sportavia Hochleistungsmotorsegler (HLMS). Dieser Mitteldecker mit einer Spannweite von 18 Metern und einer Flügelstreckung von 18,1 verfügte über eine auf dem 8 Meter langen Rumpf hinter der Kabine aufgesetzte Schubgondel mit einem Druckpropeller. Die beste Gleitzahl lag bei 95 km/h bei 35. Die minimale Sinkfluggeschwindigkeit betrug 0,72 m/s bei 85 km/h bei maximalem Fluggewicht von 640 kg mit 2 Piloten und 10 kg Treibstoff.
Der Hochleistungsmotorsegler wurde bei Sportavia-Pützer nicht weiterverfolgt.

## Technische Daten
| Kenngröße             | HLMS                 |
| --------------------- | -------------------- |
| Besatzung             | 1                    |
| Passagiere            | 1                    |
| Länge                 | 8,00 m               |
| Spannweite            | 18,00 m              |
| Höhe                  |                      |
| Flügelfläche          | 17,85 m²             |
| Flügelstreckung       | 18,15                |
| Gleitzahl             | 35 bei 95 km/h       |
| Geringstes Sinken     | 0,72 m/s bei 85 km/h |
| Nutzlast              | 230 kg               |
| Leermasse             | 410 kg               |
| max. Startmasse       | 640 kg               |
| Reisegeschwindigkeit  | 200 km/h             |
| Höchstgeschwindigkeit |                      |
| Dienstgipfelhöhe      |                      |
| Reichweite            |                      |
| Triebwerke            |                      |